# Facundo Britos
Facundo Britos (Gualeguay, Provincia de Entre Ríos, Argentina; 5 de junio de 1996) es un futbolista argentino. Juega como mediocampista central y su primer equipo fue Unión de Santa Fe. Actualmente milita en Sportivo Las Parejas del Torneo Federal A.

## Trayectoria
Oriundo de Gualeguay, Facundo Britos se inició futbolísticamente en el club Barrio Norte de su ciudad natal, luego pasó a las divisiones formativas de Tiro Federal de Rosario y finalmente en 2012 se sumó a las inferiores de Unión de Santa Fe.
En 2016 fue promovido al plantel de Reserva, donde mostró buenos rendimientos e incluso fue elegido como capitán del equipo por el entrenador Juan Pablo Pumpido. Justamente fue el propio Pumpido (quien tomó el lugar de Leonardo Madelón tras su renuncia) el que lo llevó al plantel profesional y lo hizo debutar el 4 de diciembre de 2016, en la victoria de Unión 2-0 ante Rosario Central: ese día ingresó a los 45 del ST en reemplazo de Martín Rivero. Una vez finalizada la temporada, fue uno de los tres juveniles que firmó su primer contrato.
Sin embargo, con el regreso de Leonardo Madelón nunca más tuvo chances en el primer equipo y siguió jugando en Reserva hasta que a mediados de 2019 fue dejado en libertad de acción. Ya con el pase en su poder, se incorporó a Atlético Rafaela.

## Clubes
- Actualizado al 26 de abril de 2025

| Club                           | Div.                | Temporada           | Liga | Liga | Copa Nacional | Copa Nacional | Copa Internacional | Copa Internacional | Total | Total |
| Club                           | Div.                | Temporada           | PJ   | G    | PJ            | G             | PJ                 | G                  | PJ    | G     |
| ------------------------------ | ------------------- | ------------------- | ---- | ---- | ------------- | ------------- | ------------------ | ------------------ | ----- | ----- |
| Unión Argentina                | 1.ª                 | 2016/17             | 1    | 0    | 1             | 0             | -                  | -                  | 2     | 0     |
| Unión Argentina                | 1.ª                 | 2017/18             | 0    | 0    | 0             | 0             | -                  | -                  | 0     | 0     |
| Unión Argentina                | 1.ª                 | 2018/19             | 0    | 0    | 0             | 0             | -                  | -                  | 0     | 0     |
| Unión Argentina                | Total               | Total               | 1    | 0    | 1             | 0             | -                  | -                  | 2     | 0     |
| Atlético Rafaela Argentina     | 2.ª                 | 2019/20             | 0    | 0    | 0             | 0             | -                  | -                  | 0     | 0     |
| Atlético Rafaela Argentina     | Total               | Total               | 0    | 0    | 0             | 0             | -                  | -                  | 0     | 0     |
| Deportivo Armenio Argentina    | 3.ª                 | 2020                | 5    | 0    | -             | -             | -                  | -                  | 5     | 0     |
| Deportivo Armenio Argentina    | 3.ª                 | 2021                | 8    | 0    | -             | -             | -                  | -                  | 8     | 0     |
| Deportivo Armenio Argentina    | Total               | Total               | 13   | 0    | -             | -             | -                  | -                  | 13    | 0     |
| Talleres (RdE) Argentina       | 3.ª                 | 2021                | 1    | 0    | -             | -             | -                  | -                  | 1     | 0     |
| Talleres (RdE) Argentina       | Total               | Total               | 1    | 0    | -             | -             | -                  | -                  | 1     | 0     |
| San Martín (M) Argentina       | 4.ª                 | 2022/23             | 5    | 0    | -             | -             | -                  | -                  | 5     | 0     |
| San Martín (M) Argentina       | Total               | Total               | 5    | 0    | -             | -             | -                  | -                  | 5     | 0     |
| Juventud Unida (G) Argentina   | 4.ª                 | 2023/24             | 10   | 1    | -             | -             | -                  | -                  | 10    | 1     |
| Juventud Unida (G) Argentina   | 4.ª                 | 2024/25             | ?    | ?    | -             | -             | -                  | -                  | ?     | ?     |
| Juventud Unida (G) Argentina   | Total               | Total               | 10   | 1    | -             | -             | -                  | -                  | 10    | 1     |
| Sportivo Las Parejas Argentina | 3.ª                 | 2024                | 8    | 0    | -             | -             | -                  | -                  | 8     | 0     |
| Sportivo Las Parejas Argentina | 3.ª                 | 2025                | 6    | 0    | 1             | 0             | -                  | -                  | 7     | 0     |
| Sportivo Las Parejas Argentina | Total               | Total               | 14   | 0    | 1             | 0             | -                  | -                  | 15    | 0     |
| Total en su carrera            | Total en su carrera | Total en su carrera | 44   | 1    | 2             | 0             | -                  | -                  | 46    | 1     |

## Palmarés
| Título               | Club                  | País      | Año  |
| -------------------- | --------------------- | --------- | ---- |
| Ascenso al Federal A | San Martín de Mendoza | Argentina | 2023 |